# Emir Kusturica
Emir Kusturica (Servisch: Емир Кустурица) (Sarajevo, 24 november 1954) is een Servische filmmaker, filmregisseur, acteur en muzikant. Hij wordt beschouwd als een van de creatiefste filmmakers op het einde van de twintigste eeuw.

## Levensloop
Kusturica kreeg zijn opleiding aan de Academie voor de Kunsten in Praag, waarna hij Joegoslavische televisieshows ging regisseren. Zijn filmdebuut was Do You Remember Dolly Bell? uit 1981, die de Gouden Leeuw won tijdens het filmfestival van Venetië in dat jaar.
In 1985 volgde Toen papa op zakenreis was, een film die in Cannes een Gouden Palm en vijf Joegoslavische equivalenten voor de Oscar won. In 1989 kreeg Time of the Gypsies nog meer onderscheidingen.
De films die Kusturica in de jaren negentig maakte waren absurdistisch van aard. In 1993 was zijn Amerikaanse debuut de absurde komedie Arizona Dream, waarna in 1995 de zwarte komedie Underground volgde die ook weer een Gouden Palm won. In 1998 werd Crna mačka, beli mačor onderscheiden in Venetië.
In 2000 trad Kusturica voor het eerst op als acteur, in La veuve de Saint-Pierre, een film van Patrice Leconte. Deze rol vergde weinig tekst van hem, maar zijn ogen en lichaamstaal spraken boekdelen.
In 2002 speelde hij een rol in The Good Thief van Neil Jordan. Kusturica speelt in deze film een gitaarspeler die voortdurend riffs van Jimi Hendrix speelt. Bij het spelen van deze rol maakte hij waarschijnlijk gebruik van zijn ervaring als gitarist bij de populaire band Zabranjeno Pušenje ("The No Smoking orchestra") uit Sarajevo.
In 2004 ontwikkelde Kusturica de film Život je čudo, die in Nederland in oktober van dat jaar in première ging onder de titel Life is a Miracle. Deze film, die terugkeert naar het Bosnië van 1992, wordt ook gebruikt als educatief materiaal voor filmstudenten met de bedoeling deze studenten uit te dagen tot discussie en debat. In 2006 werkte Kusturica aan een documentaire over Diego Maradona. De muziek in deze film werd verzorgd door Manu Chao.
Daarnaast heeft Kusturica in Servië zijn eigen "cultuurdorp" ontwikkeld voor kunstenaars en muzikanten. Dit dorp heet Küstendorf.
Kusturica is ambassadeur voor UNICEF in Servië.
Op 6 mei 2005 werd Kusturica gedoopt in het Servisch-orthodoxe Savina-klooster nabij Herceg Novi. Zijn doopnaam is Nemanja Kusturica (Немања Кустурица).